# Мушино (Могилёвская область)
Мушино (бел. Мушына) — агрогородок в Мстиславском районе Могилёвской области Белоруссии. Административный центр Мушинского сельсовета.

## География
Агрогородок находится в северо-восточной части Могилёвской области, в пределах Оршанско-Могилёвской равнины, к северо-востоку от реки Белая Натопа, на расстоянии примерно 10 километров (по прямой) к юго-юго-западу (SSW) от Мстиславля, административного центра района. Абсолютная высота — 184 метра над уровнем моря.

## История
Агрогородок основана в начале 1930-х годов как центральная усадьба совхоза «Победа», который входил в состав Оршанского свиноводческого треста.

## Население
По данным переписи 2009 года, в агрогородке проживал 421 человек.